# ماتياس تابيا
ماتياس تابيا (بالإسبانية: Matías Tapia)‏ هو لاعب كرة قدم أرجنتيني في مركز الدفاع، ولد في 26 يناير 1996 في الأرجنتين. لعب مع باراكاس سينترال.

## وصلات خارجية
- ماتياس تابيا على موقع Soccerway.com (الإنجليزية)